# Frane Matošić
Frane Matošić (Spalato, 25 novembre 1918 – Spalato, 29 ottobre 2007) è stato un allenatore di calcio e calciatore jugoslavo, di ruolo attaccante.
Con la squadra spalatina detiene sia il record assoluto di presenze (739) che di reti (729) nella storia del club.

## Biografia
Fratello minore del ex calciatore e compagno di squadra Jozo.
È scomparso nel 2007 all'età di 89 anni.

## Carriera

### Giocatore

#### Club
Iniziò a giocare a calcio con l'Hajduk Spalato, esordendo il 12 maggio 1935 nella partita contro lo Slavija, in cui segnò una tripletta. Nel 1939, durante il servizio militare obbligatorio, giocò con il BSK Belgrado, per poi ritornare a Spalato nella stagione successiva. Dopo la decisione di sospensione dell'attività sportiva da parte dei dirigenti dell'Hajduk, nel 1942 Matošić si trasferì al Bologna, con cui militò in Serie A nella stagione 1942-1943, nella quale realizzò 13 reti in 28 incontri disputati (miglior marcatore della squadra), in una stagione che vide i felsinei chiudere al sesto posto finale.
Nel 1946, informato della ripresa delle attività dell'Hajduk, rientrò in Croazia (controllata in parte dagli Alleati, contro cui disputò diverse partite amichevoli con l'Hajduk). Terminò la carriera agonistica nel 1956.

#### Nazionale
Ha militato inoltre nella Nazionale di calcio della Jugoslavia dal 1938 al 1953, collezionando 16 presenze, segnando 6 gol e vincendo la medaglia d'argento alle Olimpiadi di Londra del 1948. Esordì con la maglia della nazionale l'8 maggio 1938 contro la Romania. L'ultima partita con la nazionale la giocò il 9 maggio 1953 contro la Grecia.

### Allenatore
Nel 1956 diventò allenatore. Con questo ruolo ha guidato l'Hajduk Spalato dal 1956 al 1958 e nel 1965, e la nazionale tunisina dal 1961 al 1963.

## Statistiche

### Cronologia presenze e reti in nazionale
| Cronologia completa delle presenze e delle reti in nazionale ― Jugoslavia | Cronologia completa delle presenze e delle reti in nazionale ― Jugoslavia | Cronologia completa delle presenze e delle reti in nazionale ― Jugoslavia | Cronologia completa delle presenze e delle reti in nazionale ― Jugoslavia | Cronologia completa delle presenze e delle reti in nazionale ― Jugoslavia | Cronologia completa delle presenze e delle reti in nazionale ― Jugoslavia | Cronologia completa delle presenze e delle reti in nazionale ― Jugoslavia | Cronologia completa delle presenze e delle reti in nazionale ― Jugoslavia |
| Data                                                                      | Città                                                                     | In casa                                                                   | Risultato                                                                 | Ospiti                                                                    | Competizione                                                              | Reti                                                                      | Note                                                                      |
| ------------------------------------------------------------------------- | ------------------------------------------------------------------------- | ------------------------------------------------------------------------- | ------------------------------------------------------------------------- | ------------------------------------------------------------------------- | ------------------------------------------------------------------------- | ------------------------------------------------------------------------- | ------------------------------------------------------------------------- |
| 8-5-1938                                                                  | Bucarest                                                                  | Romania                                                                   | 0 – 1                                                                     | Jugoslavia                                                                | Amichevole                                                                | 1                                                                         |                                                                           |
| 22-5-1938                                                                 | Genova                                                                    | Italia                                                                    | 4 – 0                                                                     | Jugoslavia                                                                | Amichevole                                                                | -                                                                         |                                                                           |
| 29-5-1938                                                                 | Bruxelles                                                                 | Belgio                                                                    | 2 – 2                                                                     | Jugoslavia                                                                | Amichevole                                                                | 1                                                                         |                                                                           |
| 7-5-1939                                                                  | Bucarest                                                                  | Romania                                                                   | 1 – 0                                                                     | Jugoslavia                                                                | Amichevole                                                                | -                                                                         |                                                                           |
| 18-5-1939                                                                 | Belgrado                                                                  | Jugoslavia                                                                | 2 – 2                                                                     | Inghilterra                                                               | Amichevole                                                                | -                                                                         |                                                                           |
| 4-6-1939                                                                  | Belgrado                                                                  | Jugoslavia                                                                | 1 – 2                                                                     | Italia                                                                    | Amichevole                                                                | -                                                                         |                                                                           |
| 12-11-1939                                                                | Belgrado                                                                  | Jugoslavia                                                                | 0 – 2                                                                     | Ungheria                                                                  | Amichevole                                                                | -                                                                         |                                                                           |
| Totale                                                                    |                                                                           | Presenze                                                                  | 7                                                                         |                                                                           | Reti                                                                      | 2                                                                         |                                                                           |

| Cronologia completa delle presenze e delle reti in nazionale ― Jugoslavia | Cronologia completa delle presenze e delle reti in nazionale ― Jugoslavia | Cronologia completa delle presenze e delle reti in nazionale ― Jugoslavia | Cronologia completa delle presenze e delle reti in nazionale ― Jugoslavia | Cronologia completa delle presenze e delle reti in nazionale ― Jugoslavia | Cronologia completa delle presenze e delle reti in nazionale ― Jugoslavia | Cronologia completa delle presenze e delle reti in nazionale ― Jugoslavia | Cronologia completa delle presenze e delle reti in nazionale ― Jugoslavia |
| Data                                                                      | Città                                                                     | In casa                                                                   | Risultato                                                                 | Ospiti                                                                    | Competizione                                                              | Reti                                                                      | Note                                                                      |
| ------------------------------------------------------------------------- | ------------------------------------------------------------------------- | ------------------------------------------------------------------------- | ------------------------------------------------------------------------- | ------------------------------------------------------------------------- | ------------------------------------------------------------------------- | ------------------------------------------------------------------------- | ------------------------------------------------------------------------- |
| 9-5-1946                                                                  | Praga                                                                     | Cecoslovacchia                                                            | 0 – 2                                                                     | Jugoslavia                                                                | Amichevole                                                                | -                                                                         |                                                                           |
| 29-9-1946                                                                 | Belgrado                                                                  | Jugoslavia                                                                | 4 – 2                                                                     | Cecoslovacchia                                                            | Amichevole                                                                | 2                                                                         |                                                                           |
| 7-10-1946                                                                 | Tirana                                                                    | Albania                                                                   | 2 – 3                                                                     | Jugoslavia                                                                | Coppa dei Balcani                                                         | 1                                                                         |                                                                           |
| 11-10-1946                                                                | Tirana                                                                    | Jugoslavia                                                                | 1 – 2                                                                     | Romania                                                                   | Coppa dei Balcani                                                         | -                                                                         |                                                                           |
| 13-10-1946                                                                | Tirana                                                                    | Jugoslavia                                                                | 2 – 1                                                                     | Bulgaria                                                                  | Coppa dei Balcani                                                         | -                                                                         |                                                                           |
| 11-5-1947                                                                 | Praga                                                                     | Cecoslovacchia                                                            | 3 – 1                                                                     | Jugoslavia                                                                | Amichevole                                                                | -                                                                         | cap.                                                                      |
| 22-6-1947                                                                 | Bucarest                                                                  | Romania                                                                   | 1 – 3                                                                     | Jugoslavia                                                                | Coppa dei Balcani                                                         | -                                                                         |                                                                           |
| 26-6-1947                                                                 | Belgrado                                                                  | Jugoslavia                                                                | 2 – 3                                                                     | Ungheria                                                                  | Coppa dei Balcani                                                         | -                                                                         |                                                                           |
| 9-5-1953                                                                  | Belgrado                                                                  | Jugoslavia                                                                | 1 – 0                                                                     | Grecia                                                                    | Qual. Mondiali 1954                                                       | 1                                                                         | cap.                                                                      |
| Totale                                                                    |                                                                           | Presenze                                                                  | 9                                                                         |                                                                           | Reti                                                                      | 4                                                                         |                                                                           |

## Palmarès

### Club

#### Competizioni nazionali
- Campionato jugoslavo: 4

OFK Belgrado: 1938-1939
Hajduk Spalato: 1950, 1952, 1954-55
- Campionato di calcio croato: 3

Hajduk Spalato: 1940-1941, 1945, 1946

### Nazionale
- Argento olimpico: 1

Londra 1948

### Individuale
- Capocannoniere della Prva Liga: 1

1948-1949 (16 gol)